# Atea (Hiszpania)
Atea – gmina w Hiszpanii, w prowincji Saragossa, w Aragonii, o powierzchni 34,67 km². W 2011 roku gmina liczyła 152 mieszkańców.